# Монстри в лісах
«Монстри в лісах» (англ. Monsters in the Woods) — кінофільм режисера Дж. Гортона, що вийшов на екрани в 2012 році.

## Зміст
Герої фільму відправляються в безлюдну лісову глушину, щоб там зняти черговий низькопробний ужастик, але самі опиняються в гущі страшних і смертельно небезпечних подій. Як з'ясувалося, в чащі мешкають давно забуті злісні монстри, які починають полювання за необережними людьми.

## Ролі
| Актор             | Роль    |
| ----------------- | ------- |
| Ґленн Пламмер     | Джейсон |
| Лі Перкінс        | -       |
| Лінда Белла       | Ешлі    |
| Едвард Гендершотт | Берт    |
| Клаудія Переа     | Аріель  |
| Блейн Кейд        | Браво   |
| Гледіс Отеро      | -       |
| Ештон Бланчард    | -       |
| Пол Мишко         | -       |
| Річард Раад       | -       |

## Знімальна група
- Режисер — Дж. Гортон
- Сценарист — Дж. Гортон
- Продюсер — Гілларі Барбо, Крістіан Бернард, Роберт Браво
- Композитор — Віджай Бірепут